# Luis Herrera Campins
Luis Antonio Herrera Campins  (n. 4 mai 1925, Acarigua, Portuguesa, Venezuela - d. 9 noiembrie 2007, Caracas, Venezuela) a fost un jurnalist, om politic, președintele Venezuelei în perioada 12 martie 1979-2 februarie 1999, senator în perioada 1984-1999.